# HD 6061
HD 6061, TOI-1473 — двойная звезда в созвездии Андромеды на расстоянии приблизительно 220 световых лет (около 67,5 парсек) от Солнца. Визуальная звёздная величина звезды — +8,84m. Возраст звезды определён как около 2,4 млрд лет.
Вокруг звезды обращается, как минимум, одна планета.

## Характеристики
Первый компонент — жёлтый карлик спектрального класса G0V, или G0. Масса — около 1,004 солнечной, радиус — около 0,985 солнечного, светимость — около 1,1 солнечной. Эффективная температура — около 5860 K.
Второй компонент — красный карлик спектрального класса M. Удалён в среднем на 200 а.е..

## Планетная система
В 2019 году группой астрономов было объявлено об открытии планеты TOI-1473 Ab.